# Delstatsvalet i New York 1889
Delstatsvalet i New York 1889, den 9 november 1889, var ett delstatsval genom vilket New Yorks lagstiftande församling samt flera av delstatens politiska nyckelpositioner skulle tillsattas. 

## Result
| Office                        | Demokratiska partiet | Demokratiska partiet | Republikanska partiet     | Republikanska partiet | Prohibitionspartiet | Prohibitionspartiet | Greenbackpartiet  | Greenbackpartiet |
| ----------------------------- | -------------------- | -------------------- | ------------------------- | --------------------- | ------------------- | ------------------- | ----------------- | ---------------- |
| Secretary of State            | Frank Rice           | 505,893              | John I. Gilbert           | 485,363               | Jesse H. Griffen    | 26,753              | Thomas K. Beecher | 753              |
| Comptroller                   | Edward Wemple        | 500,344              | Martin W. Cooke           | 488,146               | Benjamin L. Rand    | 26,089              | John B. Sullivan  |                  |
| Attorney General              | Charles F. Tabor     | 499,477              | James M. Varnum           | 488,768               | Coleridge A. Hart   | 26,563              | James Wright      | 730              |
| Treasurer                     | Elliott Danforth     | 502,319              | Ira M. Hedges             | 488,397               | Joseph W. Bruce     | 26,194              | J. Madison Hall   | 706              |
| State Engineer                | John Bogart          | 504,040              | William V. Van Rensselaer | 486,921               | Alpheus B. Kenyon   | 26,794              | Leonard Henkle    | 606              |
| Judge of the Court of Appeals | Denis O'Brien        | 502,639              | Albert Haight             | 487,567               | Walter Farrington   | 25,199              |                   |                  |